# Ґвен Стейсі (Spider-Verse)
Ґвен Стейсі (англ. Gwen Stacy), також відома за прізвиськом Жінка-павук (англ. Spider-Woman) — вигаданий персонаж, який з'являється у франшизі «Spider-Verse». Її походження ґрунтується на оригінальному персонажі коміксів Ґвен Стейсі (Земля-616), створеному Стеном Лі та Стівом Дітко. Пізніше Джейсон Латур і Роббі Родрігес створили версію Ґвен Стейсі з альтернативного всесвіту (Земля-65), яка отримала супергеройське прізвисько Жінка-павук (в розмовному варіанті — Ґвен-павук).
У кіноадаптації альтернативної Ґвен Стейсі (Земля-65) — персонажа «Spider-Verse» — вона озвучена Гейлі Стайнфельд і вперше з'явилася у фільмі «Людина-павук: Навколо всесвіту» (2018). Стайнфельд повторила свою роль у сиквелі «Людина-павук: Крізь всесвіт» (2023), а також озвучить персонажа в майбутніх фільмах «Людина-павук: По той бік всесвіту» та «Жінка-павук».
Персонаж був загалом добре прийнятий як глядачами, так і критиками. На їхню думку, його впровадження у франшизу «Spider-Verse» сприяло трансформації образу Ґвен Стейсі та наданні їй вагомішої присутності в історії Людини-павука. Її розширена роль «Крізь всесвіт» була сприйнята особливо позитивно, а чимало обговорень стосувалося ідеї, що її роль у фільмі є прихованою алегорією на трансгендерний досвід. Прихильники цієї інтерпретації відзначили Ґвен як сприятливий медійний образ трансгендерної алегорії, навіть якщо сам персонаж не є трансгендерним.

## Появи

### «Навколо всесвіту» (2018)

Ґвен Стейсі без костюма у фільмі «Навколо всесвіту»

У фільмі «Людина-павук: Навколо всесвіту» Ґвен зображена як підліток:6 і розповідає, що вже два роки вона є Жінкою-павуком. Вона також згадує, що не змогла врятувати Пітера Паркера зі свого всесвіту, який був її найкращим другом, і вона звинувачує себе в його смерті.
Вона пояснює, що під час бою із Доктором Восьминогом вона потрапила в інший вимір. Її «павуче чуття» направляє її до Бруклінської академії «Віжнс», де вона зустрічає Майлза Моралеса, який не підозрює про те, що вона — Жінка-павук. Ґвен представляється під псевдонімом «Ванда» (Майлз помилково сприймає її за «Ґванду»). Під час їхньої першої розмови Майлз помітно хвилюється:210. Їхня зустріч проходить незграбно, і рука Майлза, який ще не опанував свої здібності, прилипає до волосся Ґвен, через що пізніше у фільмі з'являється її характерна зачіска. У певний момент Ґвен сплутала Майлза й Пітера Б. Паркера павутиною, взявши кейс, який вони вкрали з Alchemax.
Зрештою, Ґвен та інші Люди-павуки (Пітер, Свиня-павук, Людина-павук Нуар і Пені Паркер), повертаються до своїх вимірів. Перед титрами з'являється спалах із колірною гамою виміру Ґвен, і чується її голос, який звертається до Майлза:215.

### «Крізь всесвіт» (2023)
У сиквелі, дії якого відбуваються через рік після подій першого фільму, Ґвен присвячено більше часу та детальніше висвітлено її історію. Фільм починається з акцентом на Ґвен, а її розповідь супроводжується кадрами, де вона енергійно грає на барабанах у своїй групі Mary Janes. У наративному плані, початок фільму зосереджується на її передісторії та складних відносинах із батьком, капітаном поліції Джорджем Стейсі. Виявляється, що після проведення експериментів над собою, Пітер Паркер із Землі-65Б перетворився на Ящера. У цій формі Пітер нападає на шкільні танці, щоби помститися своїм кривдникам. Ґвен вступає в бій із Ящером як Жінка-павук, не підозрюючи, що вона протистоїть Пітеру. Під час сутички Пітер зазнає смертельне поранення від уламків і набуває людської форми, після чого вмирає. Ґвен відчуває провину, розуміючи, що ненавмисно спричинила загибель свого найкращого друга. Побачивши Жінку-павука на місці подій, капітан Стейсі вважає її відповідальною за смерть Пітера та прагне заарештувати її.
Після хибного звинувачення у вбивстві Пітера, Ґвен стає втікачкою, продовжуючи боротьбу зі злочинцями як Жінка-павук. Одного разу її помічають, коли вона б'ється з міжпросторовою версією Стерв'ятника в стилі італійського Відродження. Під час бою вона стикається з Мігелем О'Харою, відомим як Людина-павук 2099, і Джесс Дрю, ще однією Жінкою-павук Після сутички зі Стерв'ятником, Ґвен знову зустрічається з батьком і відкриває йому свою альтернативну особистість. Він, як і раніше, має намір заарештувати Жінку-павука, що приносить їй сильний емоційний біль. Унаслідок цього Ґвен вирішує залишити рідний всесвіт, вирушивши в подорож разом із Мігелем та Джесс, і приєднується до Товариства павуків.
Пізніше Ґвен вирушає на Землю-1610Б, щоби побачитися з Майлзом. Вона приходить до його кімнати та помічає його альбом для малювання, де безліч її портретів. Розуміючи його ваблення до себе, вона зауважує, що в кожному альтернативному всесвіті версія Ґвен закохується в Людину-павука, попереджаючи, що це зазвичай закінчується загибеллю тих Ґвен. Потім вона знайомиться з батьками Майлза, які усвідомлюють, що їхній син має до неї почуття.
У фільмі також уперше з'являється Гобарт «Гобі» Браун, знаний як Панк-павук, що ґрунтується на однойменному персонажі коміксів. Виявляється, що Ґвен і Гобі грають разом у гурті, а Ґвен залишила «багато речей» у будинку Гобі, що спонукає Майлза припустити, що між ними може бути щось більше, ніж просто дружба. Актор Денієл Калуя, який озвучив Гобі, сказав: «Я думаю, що між Ґвен і Гобі — справжня дружба, але наскільки глибокою вона є, залежить від них обох». Калуя також уточнив, що Гобі приєднався до Товариства, щоби підтримати Ґвен.
Товариство висуває теорію про «канонічні події» та аномалії, яку Мігель і Джесс розказують Ґвен, і вона приймає ці відомості за правду. Мігель і Товариство стверджують, що Майлз є первісною аномалією, а його батько, який згодом стане капітаном поліції, має загинути внаслідок «канонічної події», через яку пройшли всі Люди-павуки. Майлз ображається на Ґвен за те, що вона приховувала від нього цю інформацію. Прагнучи врятувати батька, Майлз втікає від Мігеля та Товариства. Мігель починає вважати Ґвен завадою і виключає її з Товариства, знаючи разом із Джесс, що вона може бути затримана після повернення додому.
Повернувшись до свого виміру, Ґвен знову зустрічається з батьком, який розповідає їй, що він залишив посаду капітана й не має більше наміру арештовувати її. Після цього вона збирає групу союзників, щоб допомогти Майлзу.

### «По той бік всесвіту»
Лорд і Міллер підтвердили, що в третьому фільмі Ґвен зустріне альтернативні версії самої себе, називаючи це «сюжетною складовою» фільму.

### «Жінка-павук»
У листопаді 2018 року було оголошено про створення спінофу «Spider-Verse» із жіночим акторським складом разом із сиквелом «Крізь всесвіт». Пізніше було підтверджено, що Ґвен, Джесс Дрю і Сінді Мун стануть основними персонажами спінофу. У травні 2023 року продюсер Аві Арад підтвердив, що фільм отримає назву «Жінка-павук», а його головною героїнею стане Ґвен Стейсі.

## Створення

### Концепція
Ґвен базується на однойменному персонажі, що вперше з'явився в другому номері коміксу Edge of Spider-Verse (2014). Над кожним номером працювали окремі творчі колективи, а над номером про Ґвен — Джейсон Латур і Роббі Родрігес. У цьому номері, який є частиною більшої сюжетної лінії Spider-Verse, вона була представлена як альтернативна версія Ґвен Стейсі, яка загинула в основному всесвіті Marvel Comics, відомому як Земля-616. Альтернативний всесвіт, де Ґвен стає Жінкою-павуком, позначається як Земля-65. Читачі коміксів зазвичай називають цього персонажа Ґвен-павуком (англ. Spider-Gwen), хоча офіційно вона знана як Привид-павук (англ. Ghost-Spider).
Замість історії походження, Латур і Родрігес вирішили подати історію персонажа через двосторінковий розділ «Раніше» (англ. Previously). У цьому розділі Ґвен зображена як підліток-барабанщиця, яку вкусив радіоактивний павук, після чого вона прийняла образ Жінки-павука. У цій версії Пітер Паркер є її найкращим другом. Вона захищає Пітера від хуліганів, але той, прагнучи бути таким же «особливим», як вона, створює сироватку, що перетворює його на Ящера. Не усвідомлюючи, що Пітер і є Ящером, вона випадково вбиває його під час бою.
Сюжетна лінія Spider-Verse виявилася популярною, що призвело до значної кількості запитів на серію коміксів про Ґвен Стейсі із Землі-65. У результаті, у лютому 2015 року була запущена серія Spider-Gwen.

### Адаптація
У листопаді 2014 року, незадовго до запуску Spider-Gwen, після злому Sony Pictures — студії, що володіє правами на екранізацію персонажів, пов'язаних із Людиною-павуком — були оприлюднені електронні листи керівників Sony. У цих листах обговорювався запланований анімаційний комедійний фільм про Людину-павука за сценарієм Філа Лорда та Крістофера Міллера. Під час виставки CinemaCon у квітні 2015 року голова Sony Pictures, Том Ротман, оголосив, що випуск фільму відбудеться 20 липня 2018-го. До появи Ґвен у фільмах «Spider-Verse», цей персонаж був адаптований у 2016 році для анімаційного телесеріалу «Людина-павук. Щоденник супергероя» (2012—2017).

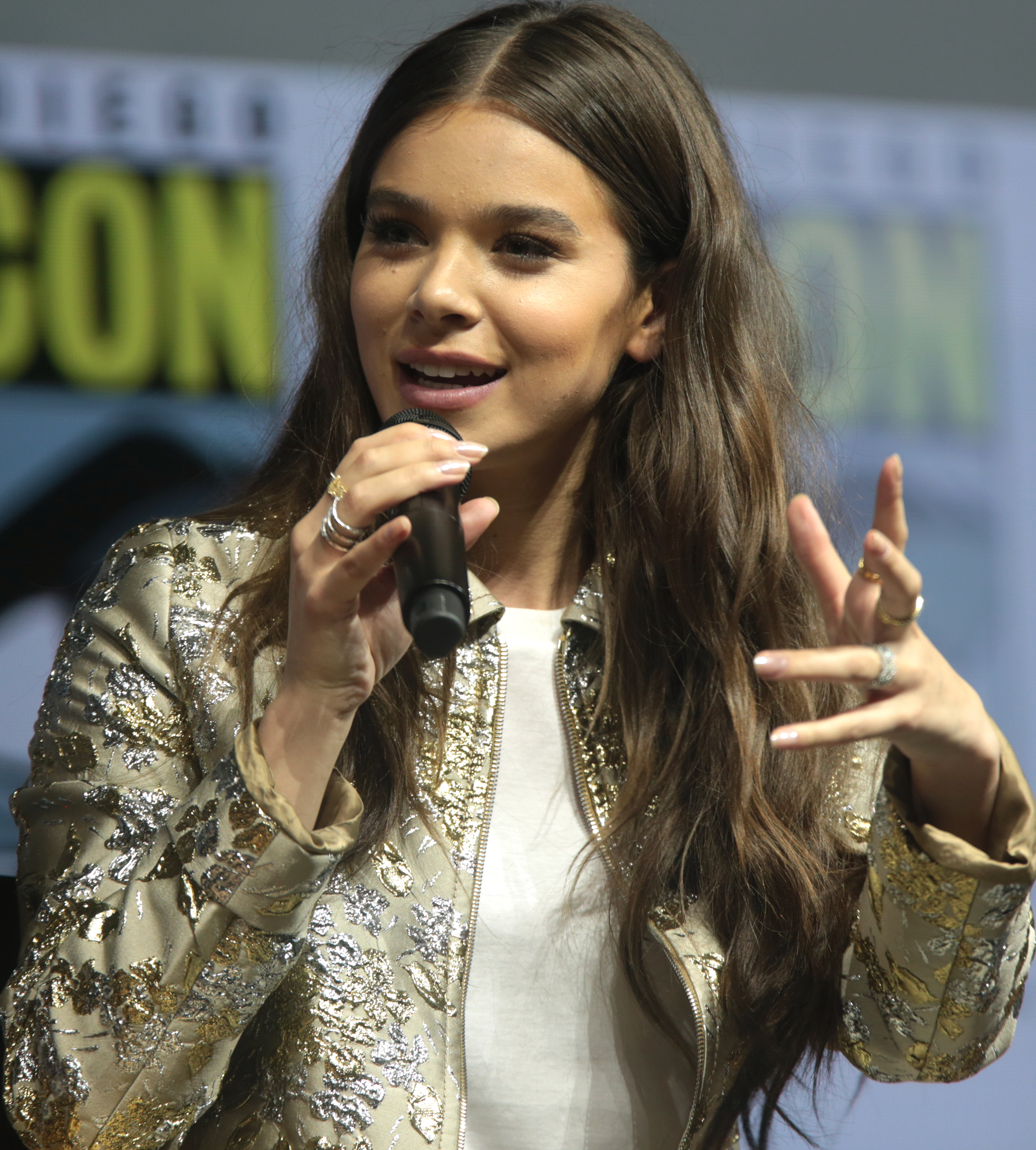
Гейлі Стайнфельд озвучує Ґвен в анімаційних фільмах

Спочатку планувалося, що Ґвен-павук стане романтичним інтересом Майлза Моралеса, але цю ідею відхилили, тож у фільмі її персонаж отримав платонічніші відносини з Майлзом, а також важливішу роль як герой. Vanity Fair зазначив співпродюсера Крістіну Стейнберг як відповідальну за такий хід подій, а Лорд сказав: «Я скажу так — [Стейнберг] допомогла нам зберегти чесність. Нам, п'ятьом хлопцям, які знімають фільм, було дуже приємно, коли інший кінематографіст говорив: „Я не думаю, що ви, хлопці, хочете зробити це так“».
У грудні 2017 року вийшов перший тизер, e якому офіційно було повідомлено, що фільм називається «Людина-павук: Навколо всесвіту». 6 червня 2018 року Sony випустила офіційний трейлер, де наприкінці з'явилася Ґвен, підтвердивши, що Гейлі Стайнфельд отримала роль Жінки-павука / Ґвен Стейсі; раніше вже згадувалося про Стайнфельд у зв'язку з фільмом, але її роль у проєкті була невідомою. Після цього Ґвен почала з'являтися в маркетингових матеріалах фільму, зокрема в телевізійних роликах.
На можливість повернення Ґвен у потенційному сиквелі вказував спалах колірної гами її виміру наприкінці першого фільму, за інформацією Polygon. Розробку сиквелу оголосили в листопаді 2018 року, ще до виходу першого фільму, і початково дату його випуску було заплановано на квітень 2022 року. Проте, пізніше цю дату перенесли на 2 червня 2023 року. Навіть за відсутності повного сценарію на момент роботи над сиквелом, Стайнфельд розповіла, що записувала голосові репліки для фільму протягом чотирьох років, починаючи невдовзі після виходу фільму «Навколо всесвіту». Роль персонажа було значно розширено в «Крізь всесвіт» — настільки, що багато видань назвали її «другим головним героєм» або «повноцінним протагоністом». Крім того, початок і кінець фільмів озвучує сама Ґвен, і значна частина стрічки представлена з її точки зору.
Для сцен за участю Ґвен та її батька Стайнфельд мала змогу записуватися в одній кімнаті разом з актором Шеєм Віґемом, який озвучував батька. Стайнфельд спеціально попросила записуватися разом зі своїми колегами, адже не робила цього під час роботи над «Навколо всесвіту», але знала, що це робив Шамейк Мур, який озвучував Майлза. Завдяки можливості записуватися разом із Віґемом, Муром та Іссою Рей (голос Джесс Дрю), Стайнфельд зазначила: «Ніщо не може порівнятися з таким спілкуванням та людською взаємодією в реальному часі, і хвала нашому звуковому відділу, але невелике суміщення ніколи нікому не шкодило. Тож це було дійсно особливим — отримати автентичність живого спілкування». Лорд і Міллер також відзначили підхід, який Стайнфельд застосовувала під час виробництва. Вони сказали, що вона пропонувала детальні списки правок та покращень, які можна було б внести під час запису реплік.

### Візуальний дизайн
Ґвен зі «Spider-Verse» свідомо натхненна коміксами. Джастін К. Томпсон, художник-постановник «Навколо всесвіту» та режисер «Крізь всесвіти», був «непохитний у тому, що Ґвен мала відображати художній стиль Роббі Родрігеса з коміксів». Він заявив, що хотів, «щоб вона була найздібнішою з усіх Людей-павуків. У ній є сила, витонченість і самоконтроль». Дін Гордон, художній директор «Навколо всесвіту», висловив думку, що Ґвен «схожа на примару у своєму костюмі». Він зауважив, що «вона все ж реагує на світло, але набагато менше, ніж інші персонажі. Вона зберігає майже білий силует із чорними акцентами»:45.

Малюнок Ґвен Стейсі для «Навколо всесвіту», виконаний Навіном Селванатаном

У «Навколо всесвіту» вона зображена стрункою, з пірсингом біля брови та коротким світлим волоссям, «зачесаним вбік після того, як Майлз випадково зачепився за нього рукою, оскільки не міг контролювати свої сили». У її костюмі присутні «елементи жіночності», оскільки чорна частина «виконана на кшталт сукні». Її візуальний дизайн запозичує елементи з коміксів. Її чорно-білий, фіолетовий і неоново-синій костюм відрізняється за кольоровою гамою від усталених кольорів Людини-павука. Він створений Латуром, Родрігесом і колористом Ріко Рензі. На Ґвен також надіто капюшон і біла маска. За словами дизайнера персонажів Сійона Кіма, команда аніматорів прагнула зробити так, щоб Ґвен виділялася серед візуальних архетипів, пов'язаних із жіночими персонажами в анімаційних роботах. Кім пояснив, що Ґвен «не просто симпатична блондинка з типовим тілом худенької принцеси. Ми хотіли, щоб вона була схожа на балерину — висока, м'язиста й сильна». Кім сказав, що скульптуру персонажа було створено за ескізами Андреа Бласіча, а остаточний дизайн розробив художник із візуального оформлення Омар Сміт.
Земля-65 — рідний вимір Ґвен — показана у фільмі «Крізь всесвіт». Творці описали цю локацію як «кільце настрою», що відображає емоції Ґвен, а кольори й переходи «не [є] буквальними», тоді як деталі світу відображають почуття Ґвен. Карлос Аґілар з The New York Times написав, що «наприклад, якщо Ґвен відчуває гнів, зображення стає червоним, а атмосфера — спекотнішою. А коли її охоплює сум'яття, світ стає розмитим». У зв'язку із цим Томпсон посилався на діснеївський мультфільм «Попелюшка» (1950). Трейсі Браун з Los Angeles Times написала, що завдяки цьому візуальному ефекту з'являються «схожі на акварельні відтінки, що капають та змінюються залежно від реакції Ґвен». Світ Ґвен у фільмі натхненний елементами малюнків Родрігеса та кольорами Рензі з оригінальних коміксів Spider-Gwen.

### Наратив
У фільмі «Навколо всесвіту» Ґвен зображена як зріла для свого віку, «дуже компетентна в рукопашному бою, дуже спритна й розумна». Ґвен також є свого роду наставником для Майлза. Хоча творці вирішили уникнути того, щоб Ґвен була суто романтичним інтересом Майлза, у фільмі існує романтична напруженість між ними; ця динаміка взята з коміксів, де ці два персонажі мають міжпросторові стосунки та періодично перетинають виміри, щоб зустрітися один з одним. Попри те, що сюжетні моменти, пов'язані з романтичними стосунками Ґвен і Майлза, врешті-решт були вирізані з першого фільму, вони були додані його сиквелу «Крізь всесвіт». Сцени, що зображують ці стосунки, були натхненні кросовером Sitting in a Tree про Майлза і Ґвен. Творці сиквелу також розуміли, що історія Ґвен паралельна до історії Майлза, і вона «іноді слугує дзеркалом» для нього.
Лорд і Міллер хотіли, щоб у другому фільмі Ґвен мала наставника, що призвело до появи Джесс Дрю, теж відомої як Жінка-павук. Долю Ґвен у сиквелі творці розглядали як дзеркальне відображення долі Майлза, і співрежисер Хоакім Дос Сантос заявив: «[Ґвен] уже була персонажем, який тримав усе дуже й дуже близько до серця. Вона мусить навчитися протилежного до того, через що проходить Майлз, [наприклад] робити речі, щоб захистити не тільки себе, а й іншу сім'ю, у яку вона потрапила». Те, що у фільмах «Spider-Verse» вона переховується від закону, також є елементом, позиченим із коміксів.

## Аналіз
Розвиток Ґвен від «Навколо всесвіту» до «Крізь всесвіт» був проаналізований кінознавцями. Рорі Піньята з MovieWeb зауважив, що наприкінці сиквелу, коли вона знову зустрічається зі своїм батьком, «її темні, пастельні тіні тануть у його золотих променях», це вперше означає для глядачів, що вони стежать за Ґвен як за головною героїнею фільму.
Ґреґорі Майсоґланд з Collider звернув увагу на контрастність появи Ґвен на початку й у кінці другого фільму. Майсоґланд написав, що «неослабна й гучна музика супроводжує всі розрізнені образи [барабанної гри Ґвен], об'єднуючи болючі емоції, які вони спричиняють у Ґвен і, отже, у глядача». Він також зазначив, що швидкий монтаж і динамічна операторська робота під час цієї послідовності створюють «дезорієнтаційний ефект» для глядача, поглиблюючи його в «почуття розчарування, тривоги й душевного болю» Ґвен. Майсоґланд протиставляє це завершенню фільму, де Ґвен вирішує допомогти Майлзу, «натхненна своїм примиренням із батьком». Кадри, де вона очолює команду Людей-павуків, «супроводжуються класичним героїчним музичним супроводом, який, хоч і сповнений ентузіазму, але не настільки гучний і агресивний, як вступний барабанний бій». Майсоґланд додав, що спокійніший монтаж і режисура сцени порівнюючи зі вступною частиною допомагають передати, що Ґвен принаймні частково подолала емоційні труднощі, щоб завершити фільм «ясним, позитивним рухом уперед».

### Алегорія на трансгендерну ідентичність

Трансгендерний прапор: його явне додання у фільм «Крізь всесвіт» є одним із чинників обговорення того, що історія Ґвен може бути інтерпретована як алегорія на трансгендерну ідентичність

Історія Ґвен як метафора трансгендерного досвіду отримала багато коментарів, особливо після її появи у «Крізь всесвіт». У фільмі не розглядається, чи є сама Ґвен трансгендерною, а його творці не висловлювали своєї позиції щодо гендерної ідентичності персонажа. Проте глядачі та журналісти інтерпретували сюжетну лінію Ґвен у сиквелі як алегорію на трансгендерну ідентичність, і деякі навіть припускали, що Ґвен може бути трансгендерною або що в її історії може бути підтекст такого характеру Один із таких можливих підтекстів пов'язаний із реплікою, яку Ґвен каже батьку стосовно того, що люди, які їй не байдужі, «знають тільки половину того, ким я є».
Проте в сиквелі присутні явні посилання на трансгендерну культуру. Зокрема, на стіні спальні Ґвен вивішено трансгендерний прапор із написом «Protect Trans Kids». Деякі глядачі вважають, що в батька Ґвен можна помітити на короткий час трансгендерний значок. Однак кольори можуть бути випадковими через колірний фільтр, використаний для сцени, і замість значка може бути поліцейська медаль. Крім того, у колірній палітрі фільму Ґвен часто представлена в кольорах трансгендерного прапора: рожевому, блакитному та білому. Проте CNN процитував одного з глядачів, який стверджував, що ці кольори вже використовувалися у версії персонажа з коміксів, і тому це не є безумовним доказом того, що кіноверсія є трансгендерною. Алекс Абад-Сантос з Vox пише, що «ці кольори особливо яскраво проявляються, коли Ґвен перебуває у своєму власному світі, де художня концепція полягає в тому, що кольори навколо неї відображають її почуття». В одній із ключових сцен, де Ґвен обговорює з батьком свою таємну особистість Жінки-павука, ці кольори дуже помітні. Амелія Генсфорд із PinkNews пише, що «Ґвен і її оточення практично насичені ними». Генсфорд додала, що багато хто сприймає цю сцену як метафору камінг-ауту; вона вказує, що у своєму світі особистість Ґвен як Жінки-павука засуджується, не розуміється і зневажається, що змушує її приховувати свою справжню сутність від суспільства.
Лія Асмелаш з CNN, посилаючись на сценариста коміксів Зої Таннелл, зазначила, що натяк на трансгендерність Ґвен у фільмі був «тонким, як лезо бритви» (англ. as subtle as a brick). Таннелл додала, що творці фільму передали сюжетну лінію Ґвен «таким способом, що вона явно мала знайти відгук і підтримку в життях багатьох із нас, як тематично, так і символічно», завдяки використанню колірної палітри трансгендерного прапора. Ісая Колберт з Kotaku написав, що «деякі глядачі „Spider-Verse“ вважають, що сюжетна арка [Ґвен], яка включає болючий камінг-аут перед батьком, функціонує як трансгендерна алегорія. А візуальні образи, використані у фільмі під час цієї ключової сцени, лише підкреслюють цю інтерпретацію». Абад-Сантос з Vox додав: «У „Крізь всесвіт“ однією з основних ідей є те, що кожен може стати версією Людини-павука. Це сприяє розвитку алегорії ЛГБТК». Ґавія Бейкер-Вайтлоу з The Daily Dot вважає, що «підтекст, що лежить в основі сюжету Ґвен […] неймовірно очевидний». Вона зауважує, що «несправедливо й помилково відкидати інтерпретацію трансгендерного кодування лише тому, що вона базується на таких елементах, як колірна гамма й метафора».

## Сприйняття
У книзі «Мультивсесвіт супергероїв: Переосмислення ікон коміксів у кіно й популярних виданнях XXI століття» (2022) Джеймс К. Тейлор називає участь Ґвен у фільмі «Навколо всесвіту» «особливо значущою з погляду розширення франшизи про Людину-павука на жіночих персонажів». Тейлор додав, що характеризація Ґвен у фільмі «опирається» маргіналізації супергероїнь: «Хоча її роль переважно є допоміжною в історії чоловічого персонажа, вона уникає ролі любовного інтересу, відкидаючи романтичні залицяння Моралеса».
Кінокритики високо оцінили розширену роль Ґвен у «Крізь всесвіт». Жермен Люсьє з Gizmodo пише: «З першої ж сцени стає зрозумілим одне: це не просто фільм про Майлза Моралеса. Це також фільм про Ґвен Стейсі». Він додав, що фільм підштовхує глядачів стати фанатами Ґвен, навіть якщо вони ще такими не є. Калеб Фесмайр із Collider назвав Ґвен однією з «найбільших переваг» сиквелу і висловив думку, що розширення її ролі створило підстави для окремого фільму про неї. Він також написав: «Ґвен уже була сильним персонажем у „Навколо всесвіту“. Вона була невимушено холодною і компетентною, будучи опорою для менш впевненого Майлза», і похвалив гру Стайнфелд. Крім того, Фесмайр відзначив візуальне оформлення Землі-65, написавши, що «можливо, найпростіший аргумент на користь того, щоб дати Ґвен сольний фільм, полягає в тому, наскільки добре світ Ґвен, Земля-65, виглядає в „Крізь всесвіт“», який він назвав «неперевершено імпресіоністичним».
Наставництво Джесс щодо Ґвен у сиквелі також було позитивно оцінено Кейтлін Чаппелл з Comic Book Resources. Вона пише: «Хоча глядачі не бачать багато чого в наставництві Ґвен під керівництвом Джесс, вплив, який вона справляє на Ґвен, є видатним. Ґвен навчилася в Джесс кількох трюків, але особливо варто відзначити її розуміння Павучих всесвітів». Денієл Чін з The Ringer високо оцінив сцену за участю Ґвен і Майлза, написавши, що те, як вони «проводять час на Вежі ощадного банку Вільямсбурга, дивлячись на перевернутий горизонт Нью-Йорка, поки разом звисають догори дриґом, залишає одне з найбільш незабутніх вражень [у фільмі]».

### Реакція на інтерпретації трансгендерих алегорій
Згідно із журналістами та виданнями, які оглядали «Крізь всесвіт», реакція глядачів на інтерпретацію Ґвен як трансгендера або її історії як алегорії трансгендерної ідентичності була позитивною. Амелія Генсфорд з PinkNews написала: «Незалежно від того, чи є Ґвен Стейсі трансгендером, союзником або просто метафорою для досвіду трансгендерів, багато фанатів позитивно відгукувалися на додавання супергероя з трансгендерним кодуванням, який долає труднощі у світі, що намагається його пригнічувати». Лія Асмелаш з CNN, Ісая Колберт з Kotaku та Алекс Стедман з IGN процитували одного фаната, який написав: «Транс (і навіть цис) фанати мають повне право говорити, що Ґвен Стейсі — трансгендерна, навіть якщо у фільмах це ніколи не підтверджено прямо. Ви не можете заперечувати, що на це є натяк. Суть у тому, що якщо вона може дати комусь відчути себе репрезентованим, хто ви такі, щоб казати їм, що вони не мають рації?». Ейвері Каплан з Popverse написала, що навіть якщо Ґвен є цисгендерною, вона однаково може бути зрозумілою для трансгендерних глядачів. Каплан вказала на сцену, де Ґвен та Майлз «висловлюють глибоке співчуття одне одному, всупереч гаданої різниці в обставинах, у яких вони опинилися. Безумовне співпереживання між двома головними героями, попри їхнє різне походження — вони буквально з різних вимірів — втілює одну з ключових тем концепції „Spider-Verse“».
Хоча реакція фанатів та преси на таку інтерпретацію була позитивною, деякі глядачі висловили негативне ставлення до неї. Ґавія Бейкер-Вайтлоу з The Daily Dot написала, що «у міру того, як дедалі більше глядачів обговорювали цю інтерпретацію в соціальних мережах, вона викликала різноманітні реакції — від передбачуваної трансфобної реакції до складніших дебатів про те, чи є підтекст, що стосується квірів/трансів, умовністю порівнюючи зі „справжньою“ репрезентацією». Авторка коміксів Зої Таннелл повідомила, що отримала розгнівані коментарі та погрози розправи, на що вона сказала, що «той факт, що люди з такою люттю та ненавистю ставляться до самої концепції трансперсонажа або навіть просто сильного союзника трансів, показує, чому підтримка та солідарність із трансгендерами зараз важлива як ніколи».
Крім того, кілька кінотеатрів у країнах Близького Сходу, де більшість населення складають мусульмани, раптово скасували запланований показ фільму, який мав вийти 22 червня 2023 року. Хоча жодних офіційних або безпосередніх заборон на показ не було, багато хто припустив, що фільм не пройшов регіональну цензуру через короткі візуальні посилання на трансгендерний прапор.